# Рид, Гаррисон (футболист)
Га́ррисон Джеймс Рид (англ. Harrison James Reed; родился 27 января 1995 года, Уэртинг, Западный Суссекс) — английский футболист, полузащитник клуба «Фулхэм».

## Клубная карьера
Гаррисон — воспитанник футбольной академии «Саутгемптона». Дебютировал в основном составе «святых» 27 августа 2013 года в игре Кубка Футбольной лиги против «Барнсли», выйдя на замену Джею Родригесу. 7 декабря 2013 года дебютировал в Премьер-лиге в матче против «Манчестер Сити», выйдя на замену Стивену Дэвису.
20 декабря 2014 года дебютировал в стартовом составе матча Премьер-лиги. Это была игра против «Эвертона», в котором «святые» одержали победу со счётом 3:0, а Рид провёл на поле все 90 минут.
5 июля 2017 года Рид присоединился к «Норвич Сити» по арендному соглашению на сезон.  Он дебютировал за клуб 5 августа 2017 года в матче против «Фулхэма» (1:1) на стадионе «Крейвен Коттедж» .  Он забил свой первый гол в карьере в матче против «Куинз Парк Рейнджерс» ( 2:0) 16 августа 2017 года. 
Рид был постоянным игроком, выйдя в стартовом составе на 36 игр в лиге за клуб. 
27 августа 2018 года Рид присоединился к «Блэкберн Роверс» на правах аренды на целый сезон.  Он дебютировал в матче против «Астон Виллы» , завершившемся вничью 1:1 15 сентября 2018 года.  Он забил свой первый гол за клуб в матче против «Сток Сити» , завершившемся победой со счетом 3:2 22 сентября. 
Он сыграл 33 матча за клуб, забив три гола. 
8 августа 2019 года Рид был отдан в аренду в «Фулхэм» на сезон 2019–2020 годов и помог команде выйти из чемпионата Sky Bet.  Он дебютировал в матче против своей бывшей команды «Блэкберн Роверс», завершившемся победой со счетом 2:0 10 августа 2019 года. 
30 августа 2020 года Рид присоединился к «Фулхэму» на постоянной основе за нераскрытую сумму до лета 2024 года с возможностью продления еще на год.  Сообщается, что сумма трансфера составила 6 миллионов фунтов стерлингов.  16 сентября 2022 года Рид забил свой первый гол за «Фулхэм» в победе со счетом 3:2 над «Ноттингем Форест» на стадионе «Сити Граунд» . Это была первая выездная победа «Фулхэма» в этом сезоне. 

## Карьера в сборной
Выступал за сборные Англии до 19 и до 20 лет.